# Joan Baptista Figuerola Claveria
Joan Baptista Figuerola Claveria (Reus, 25 de novembre de 1785 - Puebla (Mèxic), 14 de juliol de 1850) va ser un missioner paül català.
Fill de pares pagesos, ingressà al seminari i va destacar a Tarragona en la lluita contra els francesos l'any 1809. Doctorat en teologia, ingressà a la Congregació de la Missió el 1816, i el 1818 era a la comunitat paüla de Sot de Xera on va fer els vots definitius. Traslladat a Barcelona, gestionà per a la comunitat la venda de la casa que aquesta tenia a la ciutat comtal i inicià la construcció d'una nova seu. El 1829 va ser a València, amb el càrrec de diputat de l'orde a l'assemblea provincial. El 1835 era procurador de la comunitat de Barcelona i va dirigir la defensa de la casa davant dels fets revolucionaris en el context de la Primera Guerra Carlina i la Desamortització de Mendizábal que propicià la Crema de convents de 1835 a Espanya. Aconseguí retirar la comunitat a Montjuïc. A conseqüència dels fets, pel mes d'agost d'aquell any demanà a l'Ajuntament de Barcelona la restitució dels béns confiscats, cosa que sembla que no aconseguí. Al cap d'un any va marxar a Itàlia i va ser professor a la casa de Sarzana. Marxà als Estats Units també com a professor i després a Mèxic, com a superior de la casa de Puebla, des de finals del 1846 fins a la seva mort el 1850.